# M 03-as út (Ukrajna)
Az M 03 ukrán nemzetközi autóút. Kijevtől az orosz határig tart, Poltavát, Harkivet, Szlovjanszk és Krasznij Lucsot érinti. A határ Novoszahtinszknál található. Az E40-es út része. Délkelet irányban halad az orosz határ felé. 1991 előtt M19 volt a neve. 

## Városok, vagy városi jellegű települések az út mellett

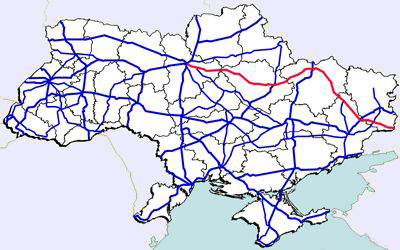
Az M 03, ukrán autópálya (piros vonal)

- Kijev
- Boriszpil
- Berezany
- Jahotin
- Pirjatin
- Lubni
- Horol
- Pogyil
- Poltava
- Csutove
- Valki
- Harkiv
- Csuhujiv
- Volohiv Jar
- Kunye
- Izjum
- Szlovjanszk
- Bahmut
- Luhanszke
- Debalceve
- Krasznij Lucs
- Antracit
- Novoszahtinszk
- Oroszország M4